# 蘇格蘭 (印第安納州)
蘇格蘭（英語：Scotland）是位於美國印第安納州格林縣的一個人口普查指定地區。

## 人口
根據2010年美國人口普查的數據，蘇格蘭的面積為1.50平方千米，當中陸地面積為1.50平方千米，而水域面積為0.00平方千米。當地共有人口134人，而人口密度為每平方千米89.33人。